# Dion-Olymbos
Dion-Olymbos (griechisch Δίον-Όλυμπος) ist seit 2011 eine Gemeinde im Süden der griechischen Region Zentralmakedonien. Sie ist in drei Gemeindebezirke untergliedert. Verwaltungssitz ist die Stadt Litochoro.

## Lage
Die Gemeinde Dion-Olymbos liegt am Thermaischen Golf im Süden der Region Zentralmakedonien. Sie grenzt im Süden und Südwesten an die Gemeinden Tembi und Elassona der Region Thessalien an. Nachbargemeinde im Norden ist Katerini.

## Verwaltungsgliederung
Die Gemeinde Dion-Olymbos wurde anlässlich der Verwaltungsreform 2010 aus der Fusion der drei Gemeinden Anatolikos Olymbos, Dion und Litochoro gebildet. Diese haben seither den Status von Gemeindebezirken.
| Gemeindebezirk     | griechischer Name                   | Code   | Fläche (km²) | Einwohner 2001 | Einwohner 2011 | Stadtbezirke / Ortsgemeinschaften (Δημοτική / Τοπική Κοινότητα)   | Lage |
| ------------------ | ----------------------------------- | ------ | ------------ | -------------- | -------------- | ----------------------------------------------------------------- | ---- |
| Litochoro          | Δημοτική Ενότητα Λιτοχώρου          | 110201 | 169,708      | 07.011         | 07.259         | Litochoro                                                         |      |
| Anatolikos Olymbos | Δημοτική Ενότητα Ανατολικού Ολύμπου | 110202 | 152,670      | 09.374         | 08.343         | Leptokarya, Platamonas, Pandeleimon, Pori, Skotina                |      |
| Dion               | Δημοτική Ενότητα Δίου               | 110203 | 172,061      | 11.252         | 10.066         | Vrondou, Karitsa, Agios Spyridon, Dion, Kondariotissa, Nea Efesos |      |
| Gesamt             | Gesamt                              | 1102   | 494,439      | 27.637         | 25.668         |                                                                   |      |